# Begonia iucunda
Espèce
Begonia iucunda est une espèce de plantes de la famille des Begoniaceae.
Elle a été décrite en 1961 par Edgar Irmscher (1887-1968).

## Répartition géographique
Cette espèce est originaire du Zaïre.